# De iure - de facto
De iure in de facto sta dve protipomenski latinski frazi, ki se uporabljata za pojasnitev pravnega in dejanskega stanja neke osebe ali stvari. Prva prihaja iz latinskega samostalnika ius, ki pomeni pravica, pravo, druga pa izhaja iz besede factum, ki pomeni dejanje, dejstvo, resnica.  V slovenščini poleg latinskih fraz to izražamo vsaj še na štiri načine:
1. pravno (pravno-formalno) - dejansko
2. uradno - neuradno
3. formalno - neformalno
4. teoretično - praktično

De iure pride torej v poštev za pravne, upravne ali druge postopke kot so standardi, kjer je uveljavljena praksa v nasprotju s formalno določeno. Zgled so de facto samostojne države kot je denimo Abhazija ali Severni Ciper, ki niso mednarodno priznane in se obravnavajo v okviru matične države, imajo pa lastno vlado, ki nadzoruje njihovo ozemlje.
V drugem primeru izraz označuje stanje, ko uveljavljeni postopki niso formalno določeni. Za primer, Združene države Amerike nimajo zakonsko opredeljenega uradnega jezika, de facto uradni jezik pa je angleščina.